# Посьвентне (Маковський повіт)
Посьвентне (пол. Poświętne) — село в Польщі, у гміні Сипнево Маковського повіту Мазовецького воєводства.
Населення — 69 осіб (2011).
У 1975-1998 роках село належало до Остроленцького воєводства.

## Демографія
Демографічна структура станом на 31 березня 2011 року:
|          | Загалом | Допрацездатний вік | Працездатний вік | Постпрацездатний вік |
| -------- | ------- | ------------------ | ---------------- | -------------------- |
| Чоловіки | 36      | 6                  | 23               | 7                    |
| Жінки    | 33      | 6                  | 19               | 8                    |
| Разом    | 69      | 12                 | 42               | 15                   |